# Heimerbrühl
Koordinaten: 49° 25′ 49″ N, 7° 26′ 4″ O

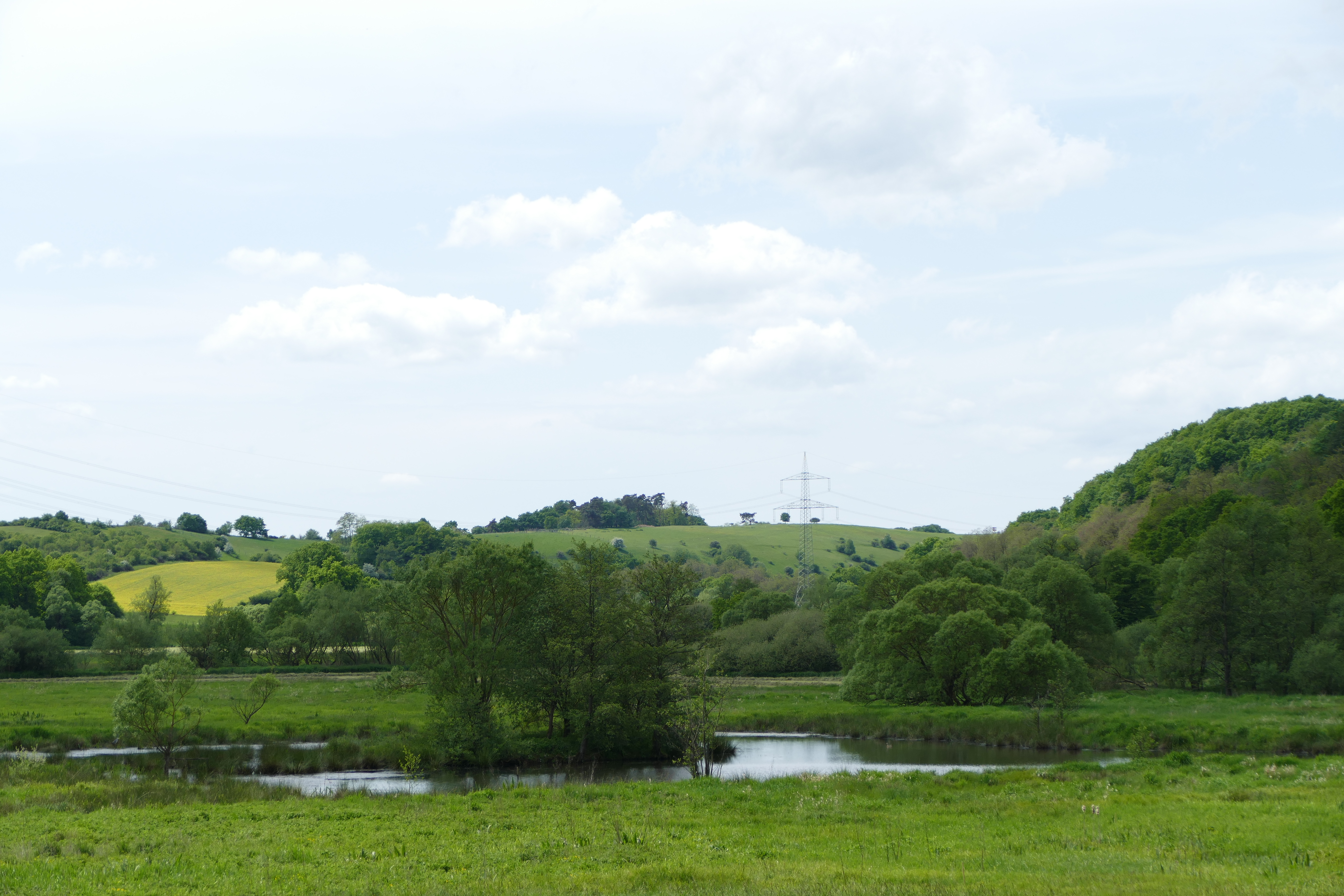
Naturschutzgebiet Heimerbrühl (April 2016)

Das Naturschutzgebiet Heimerbrühl liegt auf dem Gebiet der Landkreise Kaiserslautern und Kusel in Rheinland-Pfalz. Das 49,85 ha große Gebiet, das mit Verordnung vom 10. Dezember 1985 unter Naturschutz gestellt wurde, erstreckt sich südlich von Dietschweiler, einem Ortsteil der Ortsgemeinde Nanzdietschweiler, direkt an der am südlichen Rand vorbeiführenden Landesstraße L 358 entlang dem Glan. Das Gebiet umfasst Talauen mit naturnahem, stark mäandrierendem Bachlauf, Feuchtwiesen, Hochstaudenfluren und Flachwasserzonen.